# Чернятичи
Черня́тичи — деревня в Дятьковском районе Брянской области, в составе Слободищенского сельского поселения. Расположена в 2 км от юго-западной окраины города Дятьково. Население — 310 человек (2010).
Упоминается с 1618 года как вотчина П. Исупова; в XVII—XVIII вв. — в составе Хвощенской волости Брянского уезда. В XIX веке — владение Мальцовых; входила в приход села Дятькова. В прилегающей Чернятинской лесной даче работали несколько стекольных заводов (см. Старь). В 1891 году в деревне была открыта церковно-приходская школа, а в начале XX века — одна из первых в уезде бесплатных библиотек.
С 1861 до 1929 входила в Дятьковскую волость Брянского (с 1921 — Бежицкого) уезда. До 1960 — центр Чернятичского сельсовета. Действует отделение связи, сельская библиотека.